# Thilo von Trotha (homme politique)
Thilo Ernst Adolf von Trotha (né le 27 juillet 1882 à Kollenbey, province de Saxe et mort le 14 décembre 1969 à Heidelberg) est un propriétaire de manoir allemand. Au cours des trois derniers mandats électoraux de la république de Weimar, il représente la 11e circonscription (Mersebourg) au Reichstag.

## Biographie
Trotha commence à étudier le droit, l'économie et l'histoire à l'Université de Heidelberg. En 1903, il est réciproque dans le Corps Saxo-Borussia Heidelberg. En tant qu'inactif, il déménage à l'Université Frédéric de Halle. Il devient ensuite avocat stagiaire au tribunal du district de Werder / Havel et au tribunal régional de Potsdam en 1905. En 1906, il devient stagiaire gouvernemental auprès du gouvernement de Potsdam, du magistrat de Brandebourg et du bureau du district de Mersebourg.
De 1906 à 1907, Thilo von Trotha est volontaire d'un an au 3e régiment d'uhlans (pl) est ensuite reversé dans la réserve et est promu lieutenant dans la réserve en 1909. Après l'examen d'État en 1912, il effectue un apprentissage agricole de 1912 à 1913 sur le domaine Hoym en province de Saxe. Il devient ensuite stagiaire à la Krause Bank de Berlin. Trotha épouse la princesse Ida d'Isembourg et Büdingen (1885-1964) en 1914, avec qui il a six enfants.
Pendant la Première Guerre mondiale, Trotha participe à des batailles dans l'ouest et l'est avec la régiment d'uhlans de la Garde de réserve de 1914 à 1915. Il sert de 1915 à 1917 comme adjudant à la tête de l'administration civile en Pologne. Après cela, il est chef de district de Gzajewo en 1917 et en 1918 chef du bureau de district de Varsovie. Trotha est retiré de la fonction publique en 1921 en tant qu'évaluateur du gouvernement. Après cela, après une formation, il reprend la propriété de ses parents à Schkopau en 1929. Il est membre du Stahlhelm, Bund der Frontsoldaten. À partir de 1932, il représente le parti populaire national allemand au Reichstag. À l'époque nazie, il est démis de toutes ses fonctions et de tous ses postes honorifiques en 1933. En 1939, il est contraint de vendre la plupart des bonnes terres agricoles aux Leunawerke. Après la guerre, il est exproprié et expulsé de sa propriété à Schkopau et Wallisfurth (Silésie) en octobre 1945.